# Microthamniales
Microthamniales es un orden de algas verdes en la clase Trebouxiophyceae. Posee una sola familia que es Microthamniaceae.